# 브로민산
브로민산(Bromine酸, 구조식: HBrO3)는 브로민의 산소산이며 수용액에서만 존재하는 물질이다. 무색의 수용액은 상온에서 브로민으로 분해되면서 점점 색이 노랗게 된다. 2-1 good 문준우 멍청